# Dansende Ungdom
Dansende Ungdom (originaltitel: Our Dancing Daughters er en amerikansk stumfilm fra 1928, instrueret af Harry Beaumont.
Manuskriptet er skrevet af Josephine Lovett, der blev nomineret til en Oscar for bedste manuskript. Filmen havde Joan Crawford og John Mack Brown i hovedrollerne.
Mens filmen ikke har nogen lydbar dialog, blev den udgivet med et synkroniseret soundtrack og lydeffekter.
Filmfotografen George Barnes blev nomineret til en Oscar for bedste fotografering for sit arbejde med filmen.

## Medvirkende
- Joan Crawford som Diana "Di" Medford
- John Mack Brown som Ben Blaine
- Nils Asther som Norman
- Dorothy Sebastian som Beatrice "Bea"
- Anita Page som Ann "Annikins"
- Kathlyn Williams som Anns mor
- Edward J. Nugent som Freddie
- Dorothy Cumming som Dianas mor
- Huntley Gordon som Dianas far
- Evelyn Hall som Freddies mor
- Sam De Grasse som Freddies far

## Eksterne Henvisninger
- Dansende Ungdom på Internet Movie Database (engelsk)
- Dansende Ungdom på MovieMeter (nederlandsk)
- Dansende Ungdom på AllMovie (engelsk)
- Dansende Ungdom hos American Film Institute (engelsk)
- Dansende Ungdom på The Movie Database (engelsk)
- Dansende Ungdom på Rotten Tomatoes (engelsk)